# Абраксас, хранитель Вселенной
«Абраксас, хранитель Вселенной» (другое название — «Абраксас — страж вселенной») — канадский научно-фантастический фильм.

## Сюжет
Фильм описывает конфликт между двумя интергалактическими полицейскими-офицерами: Абраксасом и Секундусом, принадлежащими к гуманоидной расе существ с временем жизни по крайней мере в несколько тысяч лет.
Абраксас преследует своего соперника, который отправился на Землю. У Секундуса коварные планы — он склонил к сожительству с собой обычную земную женщину. Теперь она ждёт от него ребёнка, который должен стать мутантом и обладателем формулы антижизни.

## В ролях
- Джесси Вентура — Абраксас
- Свен-Оле Торсен — Секундус
- Марджори Брэнсфилд — Соня Мюррей
- Фрэнсис Митчелл — Томми Мюррей
- Майкл Коупмэн
- Джерри Левитан